# Patrik Isaksson (cantante)
Patrik Christian Isaksson (Essinge församling, 3 agosto 1972) è un cantante svedese.

## Biografia
När verkligheten tränger sig på (1999), primo album in studio, è arrivato al 3º posto della Sverigetopplistan ed è stato certificato disco di platino dalla IFPI Sverige. È stato riconosciuto con tre premi Grammis.
Al primo LP ha fatto seguito Tillbaks på ruta 1 (2001), numero uno in classifica, primo ingresso in top ten nella Hitlisten e certificato oro in patria. Vi som aldrig landat (2004) ha segnato il suo terzo ingresso nella top ten svedese.
Patrik Isaksson (2006) si è fermato alla 6ª posizione, mentre #6 (2011) ha conquistato il 28º posto.

## Discografia

### Album in studio
- 1999 – När verkligheten tränger sig på
- 2001 – Tillbaks på ruta 1
- 2004 – Vi som aldrig landat
- 2006 – Patrik Isaksson
- 2011 – #6
- 2023 – Mellan hopp och förtvivlan

### Raccolte
- 2008 – 10 år – En snäll mans bekännelser

### Singoli
- 1999 – Kom genom eld
- 1999 – Du får göra som du vill
- 1999 – Hos dig är jag underbar
- 2000 – Kan du se mig
- 2000 – Det som var nu (con Marie Fredriksson)
- 2001 – Ruta 1
- 2002 – Alorig mer
- 2002 – Hur kan du lova mig
- 2004 – Innan dagen gryr + 1985
- 2006 – Faller du så faller jag
- 2006 – Innan klockan slår (con Dea)
- 2006 – Vår sista dag
- 2010 – Mitt Stockholm
- 2011 – Du var den som jag saknat
- 2011 – Säg mig
- 2014 – Slåss för oss
- 2016 – Håll mitt hjärta hårt (con Uno Svenningsson e Tommy Nilsson)
- 2017 – Decembermånen (con Jannike)
- 2018 – Hos dig är jag underbar (con Brinkenstjärna e Alphaman)
- 2019 – Behöver inte dig mer (con Ellen Bergström)
- 2023 – Bortom rop, bortom skratten
- 2024 – Husby '87